# Liste der denkmalgeschützten Objekte in Bojnice
Die Liste der denkmalgeschützten Objekte in Bojnice enthält die 55 nach slowakischen Denkmalschutzvorschriften geschützten Objekte in der Gemeinde Bojnice im Okres Prievidza.

## Denkmäler
| Foto |                 | Denkmal / č. ÚZPF                                     | Standort / Konskr. Nr.                                   | Offizielle Beschreibung                               | Beschreibung                                                                   | Metadaten                                                                     |
| ---- | --------------- | ----------------------------------------------------- | -------------------------------------------------------- | ----------------------------------------------------- | ------------------------------------------------------------------------------ | ----------------------------------------------------------------------------- |
| ja   | Datei hochladen | Burgmauer(sk) Schloss Bojnice ObjektID: 307-806/1     | Standort KG: Bojnice Konskr.Nr.:                         |                                                       | Museum Schloss Weinitz                                                         | č. NKP: 307-806/1 Stand des NKP: 2012-02-28 Name: MÚR HRADBOVÝ                |
| BW   | Datei hochladen | Kapelle(sk) ObjektID: 307-809/0                       | Standort KG: Bojnice Konskr.Nr.:                         | r.k.P.M.                                              | römisch-katholische Kapelle Jungfrau Maria                                     | č. NKP: 307-809/0 Stand des NKP: 2012-02-28 Name: KAPLNKA                     |
| ja   | Datei hochladen | Kanonenturm(sk) ObjektID: 307-805/1                   | 1 KG: Bojnice Konskr.Nr.: 1                              | hradné jadro;donjon                                   |                                                                                | č. NKP: 307-805/1 Stand des NKP: 2012-02-28 Name: VEŽA DELOVÁ                 |
| BW   | Datei hochladen | südöstlicher Flügel I(sk) ObjektID: 307-805/2         | 1 Standort KG: Bojnice Konskr.Nr.: 1                     | hradné jadro;Spojovacie krídlo                        | Kernburg, Verbindungsflügel                                                    | č. NKP: 307-805/2 Stand des NKP: 2012-02-28 Name: KRÍDLO JUHOVÝCHODNÉ I.      |
| BW   | Datei hochladen | westlicher Flügel I(sk) ObjektID: 307-805/3           | 1 Standort KG: Bojnice Konskr.Nr.: 1                     | hradné jadro;Západné krídlo                           | Kernburg                                                                       | č. NKP: 307-805/3 Stand des NKP: 2012-02-28 Name: KRÍDLO ZÁPADNÉ I.           |
| ja   | Datei hochladen | Turm mit Treppenhaus(sk) ObjektID: 307-805/4          | 1 Standort KG: Bojnice Konskr.Nr.: 1                     | hradné jadro;Schodisková veža                         | Kernburg                                                                       | č. NKP: 307-805/4 Stand des NKP: 2012-02-28 Name: VEŽA SCHODISKOVÁ            |
| BW   | Datei hochladen | nördlicher Flügel I(sk) ObjektID: 307-805/5           | 1 Standort KG: Bojnice Konskr.Nr.: 1                     | hradné jadro;Archívne krídlo,terasa                   | Kernburg, Archivflügel, Terrasse                                               | č. NKP: 307-805/5 Stand des NKP: 2012-02-28 Name: KRÍDLO SEVERNÉ I.           |
| BW   | Datei hochladen | Burghof 1(sk) ObjektID: 307-805/6                     | 1 Standort KG: Bojnice Konskr.Nr.: 1                     | hradné jadro;4.nádvorie                               | Kernburg                                                                       | č. NKP: 307-805/6 Stand des NKP: 2012-02-28 Name: NÁDVORIE HRADNÉ I.          |
| ja   | Datei hochladen | Burgbrunnen(sk) ObjektID: 307-805/7                   | 1 Standort KG: Bojnice Konskr.Nr.: 1                     | hradné jadro;Hradná studňa                            | Kernburg                                                                       | č. NKP: 307-805/7 Stand des NKP: 2012-02-28 Name: STUDŇA HRADNÁ               |
| BW   | Datei hochladen | Ostflügel(sk) ObjektID: 307-805/8                     | 1 Standort KG: Bojnice Konskr.Nr.: 1                     | predhradie;Kuchynské krídlo,spojovacie k.             | Vorwerk, Küchenflügel                                                          | č. NKP: 307-805/8 Stand des NKP: 2012-02-28 Name: KRÍDLO VÝCHODNÉ             |
| BW   | Datei hochladen | östlicher Turm(sk) ObjektID: 307-805/9                | 1 Standort KG: Bojnice Konskr.Nr.: 1                     | predhradie;Štvorhranná veža                           | Vorwerk, quadratischen Turm                                                    | č. NKP: 307-805/9 Stand des NKP: 2012-02-28 Name: VEŽA VÝCHODNÁ               |
| BW   | Datei hochladen | südöstlicher Flügel II(sk) ObjektID: 307-805/10       | 1 Standort KG: Bojnice Konskr.Nr.: 1                     | predhradie;Grófske krídlo,apartmány                   | Vorwerk, gräflicher Flügel, Wohnungen                                          | č. NKP: 307-805/10 Stand des NKP: 2012-02-28 Name: KRÍDLO JUHOVÝCHODNÉ II.    |
| BW   | Datei hochladen | Burghof 2(sk) ObjektID: 307-805/11                    | 1 Standort KG: Bojnice Konskr.Nr.: 1                     | predhradie;3.nádvorie                                 | Vorwerk                                                                        | č. NKP: 307-805/11 Stand des NKP: 2012-02-28 Name: NÁDVORIE HRADNÉ II.        |
| BW   | Datei hochladen | Südflügel(sk) ObjektID: 307-805/12                    | 1 Standort KG: Bojnice Konskr.Nr.: 1                     | predhradie;Predsieňové krídlo                         | Vorwerk,                                                                       | č. NKP: 307-805/12 Stand des NKP: 2012-02-28 Name: KRÍDLO JUŽNÉ               |
| ja   | Datei hochladen | Burgkapelle(sk) ObjektID: 307-805/13                  | 1 KG: Bojnice Konskr.Nr.: 1                              | predhradie;kaplnka s kryptou                          | Vorwerk, Kapelle mit Krypta                                                    | č. NKP: 307-805/13 Stand des NKP: 2012-02-28 Name: KAPLNKA HRADNÁ             |
| BW   | Datei hochladen | südwestlicher Flügel I(sk) ObjektID: 307-805/14       | 1 Standort KG: Bojnice Konskr.Nr.: 1                     | predhradie;JZ spojovacie krídlo                       | Vorwerk, Verbindungsflügel                                                     | č. NKP: 307-805/14 Stand des NKP: 2012-02-28 Name: KRÍDLO JUHOZÁPADNÉ I.      |
| BW   | Datei hochladen | südwestlicher Flügel II(sk) ObjektID: 307-805/15      | 1 Standort KG: Bojnice Konskr.Nr.: 1                     | predhradie;Hunyadyho krídlo                           | Vorwerk                                                                        | č. NKP: 307-805/15 Stand des NKP: 2012-02-28 Name: KRÍDLO JUHOZÁPADNÉ II.     |
| BW   | Datei hochladen | Burghof 3(sk) ObjektID: 307-805/16                    | 1 Standort KG: Bojnice Konskr.Nr.: 1                     | predhradie;2.nádvorie                                 | Vorwerk                                                                        | č. NKP: 307-805/16 Stand des NKP: 2012-02-28 Name: NÁDVORIE HRADNÉ III.       |
| ja   | Datei hochladen | Stiege im Vorhof(sk) ObjektID: 307-805/17             | 1 KG: Bojnice Konskr.Nr.: 1                              | predhradie;Jazdecké schodisko,konské sch.             | Vorwerk, Reitertreppe                                                          | č. NKP: 307-805/17 Stand des NKP: 2012-02-28 Name: SCHODISKO                  |
| BW   | Datei hochladen | westlicher Turm(sk) ObjektID: 307-805/18              | 1 Standort KG: Bojnice Konskr.Nr.: 1                     | predhradie;Hunyadyho veža                             | Vorwerk                                                                        | č. NKP: 307-805/18 Stand des NKP: 2012-02-28 Name: VEŽA ZÁPADNÁ               |
| BW   | Datei hochladen | westlicher Flügel II(sk) ObjektID: 307-805/19         | 1 Standort KG: Bojnice Konskr.Nr.: 1                     | predhradie;Západné krídlo,bývalá sýpka                | Vorwerk, ehemaligen Getreidespeicher                                           | č. NKP: 307-805/19 Stand des NKP: 2012-02-28 Name: KRÍDLO ZÁPADNÉ II.         |
| BW   | Datei hochladen | nördlicher Flügel II(sk) ObjektID: 307-805/20         | 1 Standort KG: Bojnice Konskr.Nr.: 1                     | predhradie;Rotmajstrovské krídlo                      | Vorwerk, Offiziersflügel                                                       | č. NKP: 307-805/20 Stand des NKP: 2012-02-28 Name: KRÍDLO SEVERNÉ II.         |
| BW   | Datei hochladen | nördlicher Turm(sk) ObjektID: 307-805/21              | 1 Standort KG: Bojnice Konskr.Nr.: 1                     | predhradie;Päťhranná veža,avignonská                  | Vorwerk, fünfeckiger Turm                                                      | č. NKP: 307-805/21 Stand des NKP: 2012-02-28 Name: VEŽA SEVERNÁ               |
| BW   | Datei hochladen | Nordostflügel(sk) ObjektID: 307-805/22                | 1 Standort KG: Bojnice Konskr.Nr.: 1                     | predhradie;Zimna záhrada                              | Vorwerk, Wintergarten                                                          | č. NKP: 307-805/22 Stand des NKP: 2012-02-28 Name: KRÍDLO SEVEROVÝCHODNÉ      |
| BW   | Datei hochladen | Burghof 4(sk) ObjektID: 307-805/23                    | 1 Standort KG: Bojnice Konskr.Nr.: 1                     | predhradie;1.nádvorie                                 | Vorwerk                                                                        | č. NKP: 307-805/23 Stand des NKP: 2012-02-28 Name: NÁDVORIE HRADNÉ IV.        |
| BW   | Datei hochladen | Eingangsflügel(sk) ObjektID: 307-805/24               | 1 Standort KG: Bojnice Konskr.Nr.: 1                     | predhradie;vstpná veža,predbránie                     | Vorwerk, Eingangsturm, vor dem Tor                                             | č. NKP: 307-805/24 Stand des NKP: 2012-02-28 Name: KRÍDLO VSTUPNÉ             |
| BW   | Datei hochladen | Burgbrücke(sk) ObjektID: 307-805/25                   | 1 Standort KG: Bojnice Konskr.Nr.: 1                     | predhradie;vstupný kamenný most                       | Vorwerk, steinerne Eingangsbrücke                                              | č. NKP: 307-805/25 Stand des NKP: 2012-02-28 Name: MOST HRADNÝ                |
| BW   | Datei hochladen | Parkmauer(sk) ObjektID: 307-805/26                    | 1 Standort KG: Bojnice Konskr.Nr.: 1                     | predhradie;severný parkán                             | Vorwerk, nördlicher Park                                                       | č. NKP: 307-805/26 Stand des NKP: 2012-02-28 Name: MÚR PARKANOVÝ              |
| BW   | Datei hochladen | Parkmauer(sk) ObjektID: 307-805/27                    | 1 Standort KG: Bojnice Konskr.Nr.: 1                     | hrad vonkajší;východný parkanový múr                  | vor der Burg, östliche Parkmauer                                               | č. NKP: 307-805/27 Stand des NKP: 2012-02-28 Name: MÚR PARKANOVÝ              |
| BW   | Datei hochladen | Graben(sk) ObjektID: 307-805/28                       | 1 Standort KG: Bojnice Konskr.Nr.: 1                     | hradná;Hradná priekopa                                | Burggraben                                                                     | č. NKP: 307-805/28 Stand des NKP: 2012-02-28 Name: PRIEKOPA                   |
|      | Datei hochladen | Grabenmauer(sk) ObjektID: 307-805/29                  | 1 KG: Bojnice Konskr.Nr.: 1                              | priekopa hradná                                       |                                                                                | č. NKP: 307-805/29 Stand des NKP: 2012-02-28 Name: MÚR PRIEKOPOVÝ             |
|      | Datei hochladen | Garten(sk) ObjektID: 307-805/32                       | KG: Bojnice Konskr.Nr.:                                  |                                                       |                                                                                | č. NKP: 307-805/32 Stand des NKP: 2012-02-28 Name: ZÁHRADA                    |
| BW   | Datei hochladen | nördlicher Park(sk) ObjektID: 307-805/33              | Standort KG: Bojnice Konskr.Nr.:                         | park s objektami;Pri jazierku                         | Park mit Objekten, beim Teich                                                  | č. NKP: 307-805/33 Stand des NKP: 2012-02-28 Name: PARK SEVERNÝ               |
| BW   | Datei hochladen | Teich(sk) ObjektID: 307-805/34                        | Standort KG: Bojnice Konskr.Nr.:                         | park s objektami;Jazierko                             | Park mit Objekten, Teich                                                       | č. NKP: 307-805/34 Stand des NKP: 2012-02-28 Name: JAZERO                     |
| ja   | Datei hochladen | Pavillon(sk) ObjektID: 307-805/35                     | Standort KG: Bojnice Konskr.Nr.:                         | park s objektami;Pavilón na jazierku                  | Park mit Objekten, Pavillon (Turm) im Teich                                    | č. NKP: 307-805/35 Stand des NKP: 2012-02-28 Name: PAVILÓN                    |
| BW   | Datei hochladen | südlicher und östlicher Park(sk) ObjektID: 307-805/37 | 1 Standort KG: Bojnice Konskr.Nr.: 1                     | park s objektami;Východ.a južný park                  | Park mit Objekten, Ost- und Südabschnitt                                       | č. NKP: 307-805/37 Stand des NKP: 2012-02-28 Name: PARK VÝCHODNÝ A JUŽNÝ      |
|      | Datei hochladen | Statue mit Sockel(sk) ObjektID: 307-805/38            | KG: Bojnice Konskr.Nr.:                                  | park s objektami;Immaculata                           | Park mit Objekten, Die Unbefleckte Jungfrau                                    | č. NKP: 307-805/38 Stand des NKP: 2012-02-28 Name: SOCHA NA PODSTAVCI         |
| BW   | Datei hochladen | Bürgerhaus(sk) ObjektID: 307-814/0                    | Hurbanovo nám. 7 Standort KG: Bojnice Konskr.Nr.:        | radový                                                | Reihenhaus                                                                     | č. NKP: 307-814/0 Stand des NKP: 2012-02-28 Name: DOM MEŠTIANSKY              |
| ja   | Datei hochladen | Bürgerhaus mit Keller(sk) ObjektID: 307-10622/0       | Hurbanovo nám. 40 Standort KG: Bojnice Konskr.Nr.: 49    | nárožný;Pálffyho koniareň                             | Eckhaus, Pálffy                                                                | č. NKP: 307-10622/0 Stand des NKP: 2012-02-28 Name: DOM MEŠTIANSKY S PIVNICOU |
| ja   | Datei hochladen | Bürgerhaus(sk) ObjektID: 307-816/0                    | Hurbanovo nám. 61 Standort KG: Bojnice Konskr.Nr.: 29    | nárožný;Pivár,bývalý pivovar                          | Eckhaus, Pub, ehem. Brauerei                                                   | č. NKP: 307-816/0 Stand des NKP: 2012-02-28 Name: DOM MEŠTIANSKY              |
| ja   | Datei hochladen | Bürgerhaus(sk) ObjektID: 307-817/0                    | Hurbanovo nám. 68 Standort KG: Bojnice Konskr.Nr.: 61    | nárožný                                               | Eckhaus                                                                        | č. NKP: 307-817/0 Stand des NKP: 2012-02-28 Name: DOM MEŠTIANSKY              |
|      | Datei hochladen | Gartenhaus(sk) ObjektID: 307-805/36                   | Hviezdoslavova ul. 1 KG: Bojnice Konskr.Nr.: 128         | park s objektami                                      | Park mit Objekten                                                              | č. NKP: 307-805/36 Stand des NKP: 2012-02-28 Name: DOM ZÁHRADNÝ               |
| ja   | Datei hochladen | Badehaus(sk) ObjektID: 307-813/1                      | Kúpeľná ul. 1 Standort KG: Bojnice Konskr.Nr.:           | ;LD Mier+nádvorie                                     |                                                                                | č. NKP: 307-813/1 Stand des NKP: 2012-02-28 Name: DOM KÚPEĽNÝ                 |
| ja   | Datei hochladen | Park(sk) ObjektID: 307-813/2                          | Kúpeľná ul. KG: Bojnice Konskr.Nr.:                      |                                                       |                                                                                | č. NKP: 307-813/2 Stand des NKP: 2012-02-28 Name: PARK                        |
| ja   | Datei hochladen | Befestigungstor(sk) ObjektID: 307-806/2               | Podzámocká ul. Standort KG: Bojnice Konskr.Nr.:          |                                                       |                                                                                | č. NKP: 307-806/2 Stand des NKP: 2012-02-28 Name: BRÁNA OPEVNENIA             |
| ja   | Datei hochladen | Kirche(sk) ObjektID: 307-808/1                        | Sládkovičova ul. 10 Standort KG: Bojnice Konskr.Nr.: 190 | r.k.sv.Martina;farský kostol sv.Martina               | römisch-katholische Pfarrkirche St. Martin                                     | č. NKP: 307-808/1 Stand des NKP: 2012-02-28 Name: KOSTOL                      |
| ja   | Datei hochladen | Aufbahrungskapelle(sk) ObjektID: 307-808/2            | Sládkovičova ul. Standort KG: Bojnice Konskr.Nr.:        | r.k.sv.Michala;Michalko,pôv.kaplnka sv.Žofie          | römisch-katholische Kapelle St. Martin, urspr. Hlg. Sophia                     | č. NKP: 307-808/2 Stand des NKP: 2012-02-28 Name: KAPLNKA POHREBNÁ            |
| ja   | Datei hochladen | Kapelle(sk) ObjektID: 307-808/3                       | Sládkovičova ul. 14 Standort KG: Bojnice Konskr.Nr.: 192 | r.k.sv.Jána Nepomuckého;cintorínska brána so zvonicou | römisch-katholische Kapelle St. Johannes Nepomuk, Friedhofstor mit Glockenturm | č. NKP: 307-808/3 Stand des NKP: 2012-02-28 Name: KAPLNKA                     |
| ja   | Datei hochladen | Pfarrhof(sk) ObjektID: 307-808/4                      | Sládkovičova ul. 8 Standort KG: Bojnice Konskr.Nr.: 189  | r.k.;katolícka fara                                   | römisch-katholische Pfarrei                                                    | č. NKP: 307-808/4 Stand des NKP: 2012-02-28 Name: FARA                        |
| ja   | Datei hochladen | Eingangsbauwerk(sk) ObjektID: 307-808/5               | Sládkovičova ul. 10 Standort KG: Bojnice Konskr.Nr.: 190 | prejazdová,nárožná;kaplánka,vstupná brána fary        | Durchgang, Eckhaus, Eingangstor der Pfarrei                                    | č. NKP: 307-808/5 Stand des NKP: 2012-02-28 Name: BUDOVA VSTUPNÁ              |
| ja   | Datei hochladen | Umgrenzungsmauer(sk) ObjektID: 307-808/6              | Sládkovičova ul. KG: Bojnice Konskr.Nr.:                 | murovaný;cintorínsky múr                              | Ziegel, Friedhofsmauer                                                         | č. NKP: 307-808/6 Stand des NKP: 2012-02-28 Name: MÚR OHRADNÝ                 |
|      | Datei hochladen | Friedhof bei der Kirche(sk) ObjektID: 307-808/7       | Sládkovičova ul. KG: Bojnice Konskr.Nr.:                 | skúmané čiastočne                                     | teilweise untersucht                                                           | č. NKP: 307-808/7 Stand des NKP: 2012-02-28 Name: CINTORÍN PRÍKOSTOLNÝ        |
| BW   | Datei hochladen | Brunnen(sk) ObjektID: 307-805/30                      | Zámok a okolie ul. 0 Standort KG: Bojnice Konskr.Nr.:    | park s objektami                                      | Park mit Objekten                                                              | č. NKP: 307-805/30 Stand des NKP: 2012-02-28 Name: FONTÁNA                    |
| BW   | Datei hochladen | Restaurant(sk) ObjektID: 307-805/31                   | Zámok a okolie ul. Standort KG: Bojnice Konskr.Nr.: 937  | reštaurácia;Zámocká reštaurácia                       | Burgrestaurant                                                                 | č. NKP: 307-805/31 Stand des NKP: 2012-02-28 Name: REŠTAURÁCIA                |
|      | Datei hochladen | Höhenburg(sk) ObjektID: 307-2158/1                    | KG: Dubnica Konskr.Nr.:                                  | skúmané;Dubnica hradište                              | untersucht, Burgrest Dubnica                                                   | č. NKP: 307-2158/1 Stand des NKP: 2012-02-28 Name: HRADISKO VÝŠINNÉ           |

## Legende
Die Tabelle enthält im Einzelnen folgende Informationen:
| Foto:                    | Fotografie des Denkmals. |
| Denkmal / č. ÚZPF:       | Die Übersetzung der Bezeichnung des Denkmals, wie sie vom Slowakischen Denkmalamt (Pamiatkový úrad Slovenskej republiky) verwendet wird. Die Originalbezeichnung ist unter dem Fragezeichen angegeben. Fehlt die Übersetzung, so wird die Originalbezeichnung direkt angezeigt. Weiters ist die Objekt-Identifikationsnummer (Objekt ID) angeführt. Sie ist die offizielle, in der Slowakei eindeutige Nummer č. ÚZPF inklusive der zugehörigen Zählnummer, wie sie in den Daten des Denkmalamtes angegeben wird. Da diese nur innerhalb eines Landkreises gezählt wird, ist dessen Nummer der Denkmalnummer vorangestellt. |
| Standort:                | Wenn in der Liste vorhanden, ist die Adresse angegeben. In Klammern kann sich noch eine zusätzliche Adresse befinden, wenn es beispielsweise ein Eckhaus ist. Bei freistehenden Objekten ohne Adresse (zum Beispiel bei Bildstöcken) ist eine Adresse angegeben, die in der Nähe des Objekts liegt. Durch Aufruf des Links Standort wird die Lage des Denkmals in verschiedenen Kartenprojekten angezeigt. Darunter sind die Katastralgemeinde (KG) und, wenn vorhanden, die Konskriptionsnummer (Konskr. Nr.) angegeben.                                                                                                   |
| Offizielle Beschreibung: | Es ist die Kurzbeschreibung auf Slowakisch, wie sie in den offiziellen Listen angegeben ist, eingetragen. |
| Beschreibung:            | Kurze Angaben zum Denkmal auf Deutsch. |
| Metadaten:               | Zusätzlich werden, wenn in den persönlichen Einstellungen das Helferlein Dauerhaftes Einblenden von Metadaten aktiviert ist, ebensolche angezeigt. |

- Karte mit allen Koordinaten:
- OSM |
- WikiMap